# 1910年の政治
1910年の政治（1910ねんのせいじ）では、1910年（明治43年）の政治分野に関する出来事について記述する。

## できごと

### 1月
- 1月21日 - 日露両国、米国提案の南満州鉄道中立化案を拒否。

### 2月

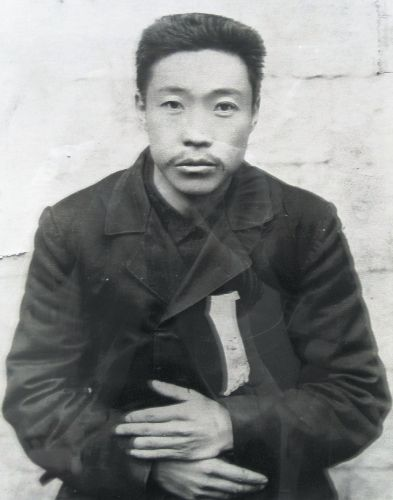
伊藤博文を暗殺した安重根。

- 2月7日 - 伊藤博文暗殺犯の安重根第1回公判（旅順・関東都督府地方法院）。
- 2月14日 - 関東都督府地方法院（真壁十蔵裁判長）、安重根と共犯者3名に有罪判決。実行犯の安重根には死刑判決。
- 2月19日 - 安重根、上訴を取り下げし死刑が確定。

### 3月
- 3月1日 - 中央倶楽部結成。
- 3月13日 - 憲政本党、又新会、・無名会などが合同し立憲国民党結成。
- 3月15日 - 安重根、「獄中記」（「安応七歴史」）を脱稿。その後「東洋平和論」を執筆。
- 3月26日 - 安重根が処刑される。

### 5月
- 5月6日 - イギリス国王エドワード7世が崩御、ジョージ5世が即位。
- 5月25日 - 大逆事件で宮下太吉、新村忠雄らが検挙。
- 5月30日 - 寺内正毅陸相が韓国統監を兼任。
- 5月31日 - 英自治領として南アフリカ連邦成立。

### 6月
- 6月1日 - 幸徳秋水、管野スガら検挙。
- 6月3日 - 「併合後の韓国に対する施政方針」が閣議決定。

### 7月
- 7月4日 - 第二次日露協約調印。
- 7月8日 - 併合準備委員会の処理方案が閣議決定。

### 8月
- 8月6日 - 李完用大韓帝国首相に併合受諾を求める。
- 8月22日 - 日韓併合条約調印。
- 8月28日 - モンテネグロ公国が王政へ移行し、モンテネグロ王国成立。
- 8月29日 - 日韓併合条約発効、朝鮮総督府設置。

### 10月
- 10月4日 - ポルトガル王国で革命が起こり、国王マヌエル2世が英国へ亡命。ポルトガル第一共和政成立。
- 10月18日 - ギリシャ王国首相にエレフテリオス・ヴェニゼロスが就任。
- 10月23日 - タイ国王ラーマ5世崩御、ラーマ6世即位。

### 11月
- 11月20日 - エマ・ゴールドマンら5名が、連名で内田康哉駐米大使宛抗議文を送付。
- 11月20日 - メキシコ革命でマデロが蜂起。
- 11月22日 - 大逆事件についてニューヨークで最初の抗議集会開催。

### 12月
- 12月10日 - 大逆事件（幸徳事件）大審院第1回公判が非公開で行われる。
- 12月12日 - 幸徳事件についてニューヨークの抗議集会で桂太郎首相宛の抗議文を採択。
- 12月20日 - 第27議会召集。